# Operació Achse
Operació Achse, originalment Operació Alaric, va ser el nom en clau que els alemanys li atribuïren al pla per fer front a les forces armades italianes a la força, després d'haver signat un armistici amb els Aliats l'any 1943. Així doncs, diverses divisions alemanyes van entrar a Itàlia després de la caiguda del seu dictador Benito Mussolini al juliol d'aquest mateix any, mentre que Itàlia seguia sent una aliada d'Alemanya, a pesar de les protestes de la Itàlia posterior a Mussolini, la Itàlia que ara dirigia Pietro Badoglio.
L'armistici de Cassibile va eixir a la llum el 8 de setembre, malgrat que va ser signat 5 dies abans. Llavors, les forces alemanyes van moure fitxa i es van col·locar als Balcans i al sud de França, per a fer-se càrrec de les zones italianes d'ocupació i així desarmar les forces italianes a Itàlia. Les forces italianes que més s'hi van resistir van ser les de l'illa grega de Cefalònia, on més de 4.500 homes van ser executats, després de quedar-se sense munició i d'haver-se rendit.
Així doncs, uns 197.000 soldats italians van continuar lluitant a la guerra juntament amb els alemanys. D'aquestos 197.000, uns 94.000 eren de caràcter feixista, i per això no van dubtar a prendre aquesta opció; mentre que els 103.000 restants van elegir aquest camí per no caure en les dures condicions que oferien en els camps de treball a Alemanya. Per acabar, entre 600.000 i 650.000 italians es van quedar en els camps de treball alemanys, dels quals només en van sobreviure uns 45.000.